# Czoduraa
Czoduraa (ros. Чодураа) – wieś w Rosji, w Tuwie, w kożuunie uług-chiemskim. W 2021 liczyła 892 mieszkańców.